# Leukoma restorationensis
Leukoma restorationensis is een tweekleppigensoort uit de familie van de Veneridae. De wetenschappelijke naam van de soort is voor het eerst geldig gepubliceerd in 1930 door Frizzell.